# Miramon-Zorroaga

Localització de Miramon-Zorroaga

Miramon-Zorroaga és un dels 17 barris de Sant Sebastià, format per les antigues barriades de Miramon i Zorroaga. Limita al nord amb Loiola, Aiete i Amara Berri l'oest amb Añorga, a l'est amb Martutene i al sud amb Usurbil.
Es tracta d'un barri que encara està en construcció on hi viu gent amb un cert nivell econòmic. Hi ha edificis com l'Hospital de Sant Sebastià, la Policlínica de Guipúscoa, els estudis de Miramon d'EITB, el Parc Tecnològic de Sant Sebastià, el Donostia Arena 2016, l'Orquestra Simfònica d'Euskadi, la Societat de Ciències Aranzadi i des de 2009 l'Institut Oncològic de Sant Sebastià.